# Oßweil

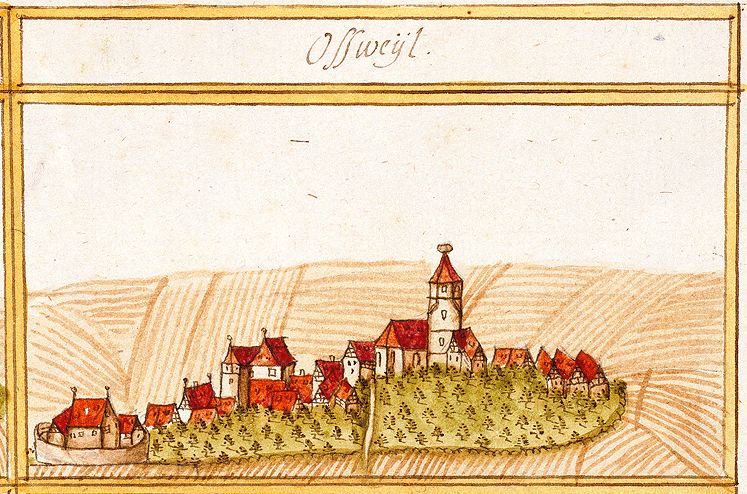
Ansicht aus dem Kieserschen Forstlagerbuch (1682)

Oßweil ist ein Stadtteil der Kreisstadt Ludwigsburg, der 1922 eingemeindet wurde. Erstmals urkundlich erwähnt wurde Oßweil im Jahr 816 n. Chr.

## Geographische Lage

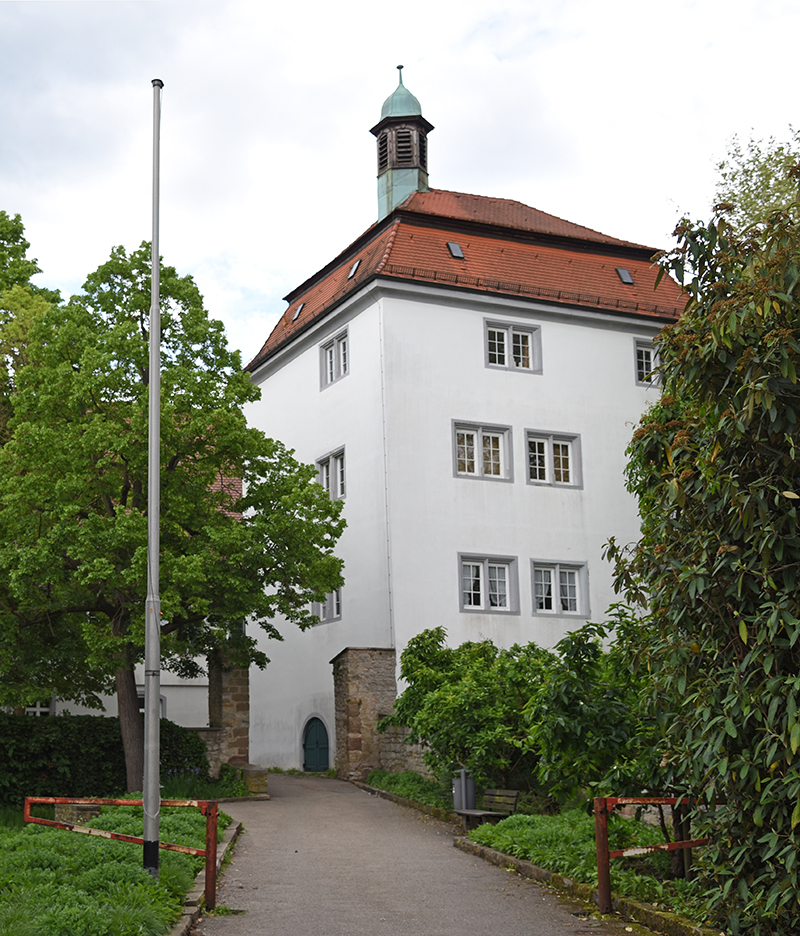
Wohnturm von Schloss Oßweil von Westen

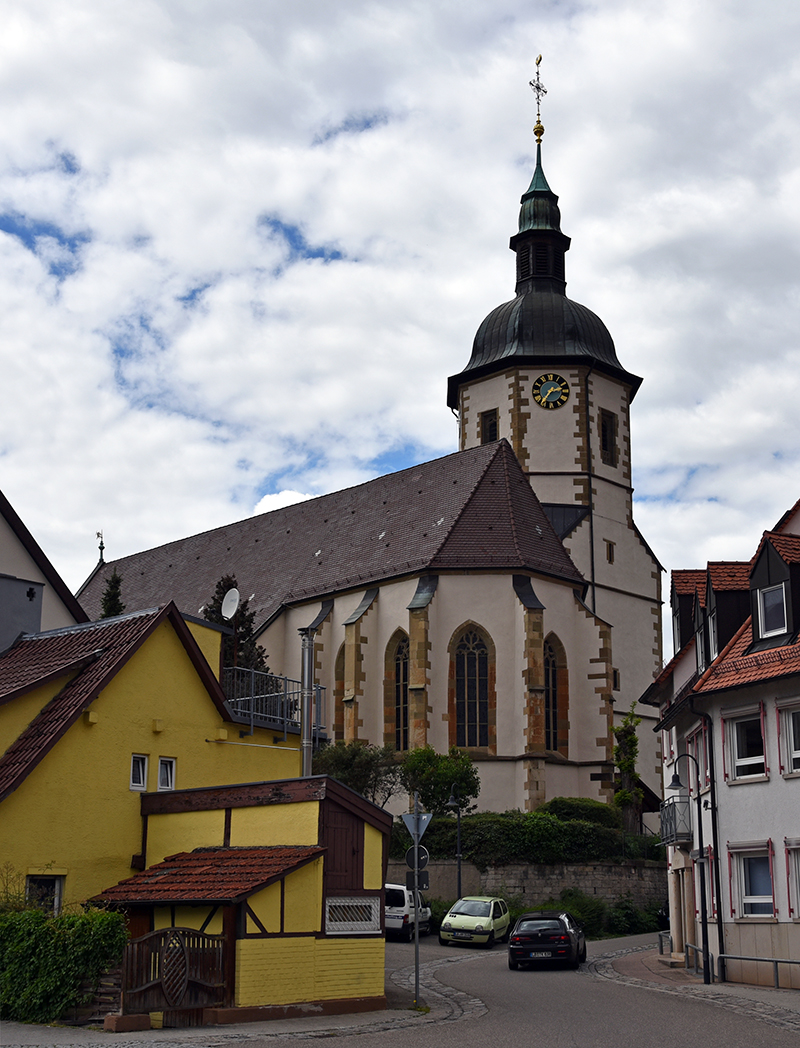
Januariuskirche vom Oßweiler Wettemarkt

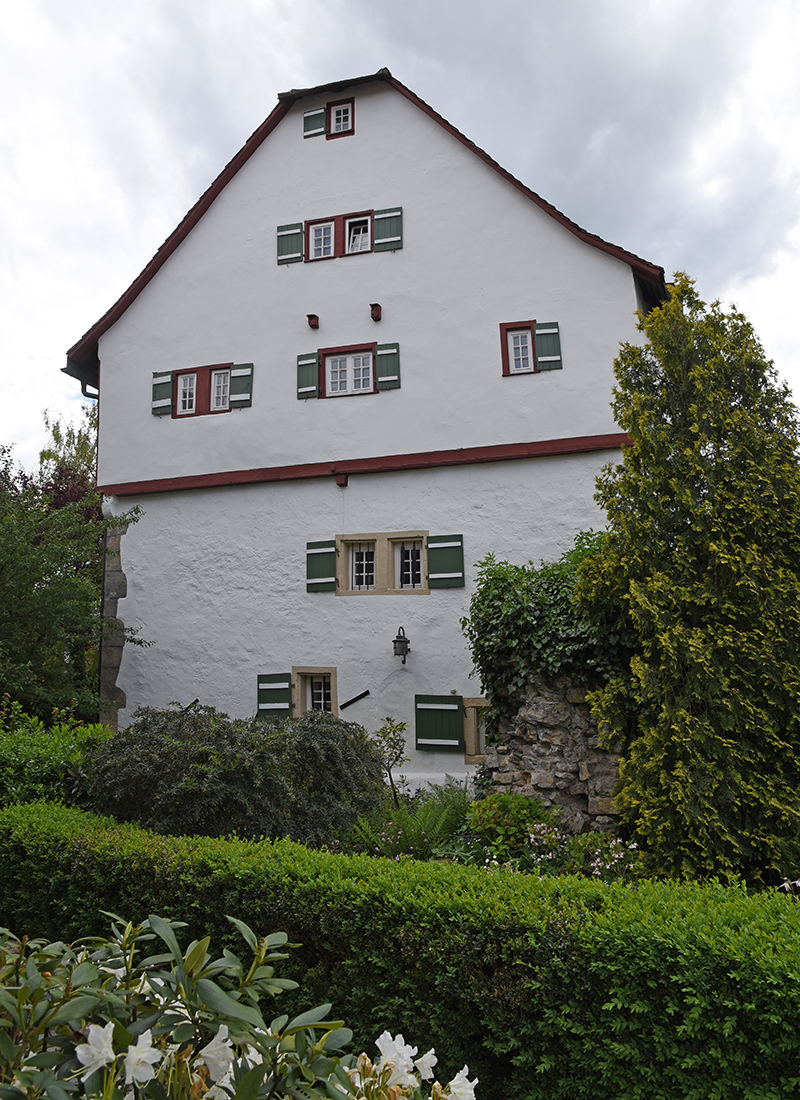
Holderburg von Nordosten

Oßweil liegt östlich der Kernstadt Ludwigsburg auf einer Hochfläche über dem Neckartal.
Diese Hochfläche ist größtenteils von Löß bedeckt, der bis zu 12 m mächtig ist. Auf der Markung treten außerdem die Schichten des Oberen Muschelkalks, des Lettenkeupers und Gipskeupers auf. Oßweil grenzt im Norden an Neckarweihingen, im Nordosten an Poppenweiler, im Osten und Süden an Remseck am Neckar, im Süden an Grünbühl-Sonnenberg und im Westen an Ludwigsburg-Ost. Oßweil liegt etwa 14 Kilometer entfernt von der Stuttgarter Innenstadt.

## Geschichte
Bis zum Blutgericht zu Cannstatt im Jahre 746 stand Oßweil unter alemannischer Herrschaft. Danach kam es in fränkische Hand. Oßweils erste urkundliche Erwähnung von 817 wurde zwar als Fälschung aus dem späten 12. Jahrhundert identifiziert. Doch wurde der Ort bereits 816 in einem Kataster des Benediktinerklosters Murrhardt aufgeführt. In finanziellem Engpass gestattete das Kloster später drei Rittern als Gegenleistung für Wehrdienste, sich hier niederzulassen. Um deren Adelssitze bildeten sich etwas entfernt vom großen Klosterhof weitere Siedlungskerne bei der Januariuskirche. Teilweise erhalten blieben die einstige Wasserburg der Herren von Oßweil im Süden und die 1452 erstmals erwähnte Holderburg im Norden. Die ehemaligen Turmhügelburg im Osten (Hirschstraße 19) wurde gänzlich abgetragen. 1316 erwarb Graf Eberhard I. den Ortsteil um die Holderburg von den Markgrafen von Baden. Mitte des 15. Jahrhunderts waren die Ortsadeligen die Grafen von Württemberg, die Ritter von Kaltental und die Herren von Baldeck. Die Herren von Baldeck verkauften ihren Besitz 1536 an die Grafen von Württemberg. Die württembergischen Untertanen gehörten zum Amtsbezirk von Grüningen. 1635 wurde der Ort während des Dreißigjährigen Krieges zum größten Teil niedergebrannt, ebenfalls 1693 von den Franzosen im Pfälzer Erbfolgekrieg. Nachdem Wilhelm Bidembach von Treuenfels seinen Teil 1749 verkauft hatte, gehörte das gesamte Dorf zum Herzogtum Württemberg bzw. zum neuen Oberamt Ludwigsburg.
Im frühen 19. Jahrhundert wurde der Ort ausgebaut. Im Jahre 1900 war die Gemeinde auf knapp 2000 Einwohner angewachsen. Wegen des fehlenden Eisenbahnanschlusses fuhren von 1910 bis 1923 die Ludwigsburger Oberleitungs-Bahnen durch Oßweil nach Aldingen. 1922 erfolgte die Eingemeindung nach Ludwigsburg. Zwischen 1936 und 1938 wurde die Flakkaserne Ludwigsburg errichtet. Vor allem durch den Ausbau zugunsten des Straßenverkehrs verlor Oßweil in der zweiten Hälfte des 20. Jahrhunderts sein altes Erscheinungsbild. 2016 feierte der Stadtteil 1200-jähriges Jubiläum.

## Sport
Vereine sind unter anderem der SV Oßweil (ehemals TSG Oßweil), der RV (Radsportverein) 04 Oßweil, FSV (Fußballsportverein) Oßweil und der ASV (Athletensportverein) Oßweil.

## Sehenswürdigkeiten
- Evangelische Pfarrkirche St. Januarius; erbaut im ausgehenden 15. Jahrhundert durch Hans von Ulm
- Holderburg
- Schloss Oßweil
- Wettemarkt mit August-Lämmle-Brunnen
- Umgebaute Zehntscheuern verschiedener Herrschaften und Klöster
- Neckarbiotop Zugwiesen mit Naturbeobachtungsturm „Storchennest“. Renaturierte Uferzone am Westufer des Neckars oberhalb der Staustufe Poppenweiler.[3]

## Regelmäßige Veranstaltungen
- Wettemarktfest (Mai)
- Oßweiler Highland Games (Juni)[4]
- Musikfest (Juli)
- Panoramafest (Juli)

## Persönlichkeiten

### Söhne und Töchter
- Christine Charlotte Riedl (1801–1873), Kochbuchautorin
- Carl Maier (1819–1867), Buchhändler und Verleger
- Carl Theodor Greiner (1821–1849), Führer der Schwäbischen Legion in der Badischen Revolution
- August Lämmle (1876–1962), schwäbischer Mundartdichter
- Karl Friedrich Oßwald (1890–1938), Lehrer und Herausgeber der Zeitschrift Der Sommergarten[5]
- Hans Klenk (1906–1983), deutscher Unternehmer
- Eberhard Trautner (1967), deutscher Fußballspieler
- Tobias Trautner (1995), deutscher Fußballspieler